# Рижская 13 средняя школа
Рижская 13-я средняя школа (латыш. Rīgas 13. vidusskola) — муниципальное учебное заведение в столице Латвийской Республики, городе Риге. Расположена в Северном районе города, адрес: улица Пулквежа Бриежа, 25.
Школа находится в ведении Департамента образования, культуры и спорта Рижской Думы. С 2020 года директором школы являлась Ливета Спруде. Сейчас временно исполняющим обязанности директора 13-й школы является  Владлен Строд.

## История
Здание школы спроектировал архитектор А. Пуполс, консультировал профессор Я. Бирзниекс. Строительными работами руководил инженер А. Сорокин.
Школа была открыта 1 сентября 1951 года. В 1962/63 учебном году школа стала именоваться «Трудовая общеобразовательная политехническая школа № 13 с производственным обучением» и было введено 11-классное обучение. Но в 1965/66 учебном году вернулось прежнее название — 13-я Рижская средняя школа, и школа снова стала десятилеткой.

### Директора школы
1. Н. Гендрик (1951—1958)
2. Н. Ликсашина (1958—1962)
3. Ю. Целова (1962—1970)
4. М. Курашова (1970—1979)
5. Н. Днепровская (1979—1983)
6. И. Фрейденфельд (1983—1984)
7. Л. Крутикова (1984—2020)
8. Л. Спруде (с 2020)

## Образовательные программы
Школа осуществляет 4 программы основного и общего среднего образования, а также дополнительные образовательные программы:
- Программа основного образования для школ нац. меньшинств;
- Программа основного образования в области математики, естественных наук и технологий (математика) для школ нац. меньшинств;
- Программа общего среднего образования общеобразовательного направления для школ нац. меньшинств;
- Программа общего среднего образования в области математики, естественных наук и технологий (математика, компьютеры, иностранные языки);[3]

В школе есть возможность изучать 5 языков: латышский (государственный язык), русский, английский, французский и немецкий.
Школа объединяет программу основного образования с программой образования в школах национальных меньшинств, в которую дополнительно включены программы для освоения этнической культуры и интеграции в латвийское общество.
Среди учеников школы — дети работников посольств различных стран.

### Кружки и факультативы
В школе действуют следующие кружки и факультативы:
- Английский, французский, немецкий языки,
- Математика (4-9 кл.)
- Химия (8-12 кл.)
- Физика (8-12 кл.)
- Школьный краеведческий музей «Музей полковника Бриедиса» (6-12 кл.)[5]
- Баскетбол (10-12 кл.)
- Флорбол (5-6 кл.)
- Кружок по шахматам (1-12 кл.)
- Вокальные ансамбли (5-9 кл.)
- Хор (1-3 кл.)
- Театральный кружок (1-12 кл.)
- Танцевальный кружок (1-9 кл.)
- Кружок по домоводству (5-9 кл.)
- Кружок по изобразительному искусству «Юные художники» (1-9 кл.)
- Лекции по этикету (5-12 кл.)
- Деловой английский (10-12 кл.)[6]